# Hydrobaenus vernus
Hydrobaenus vernus is een muggensoort uit de familie van de dansmuggen (Chironomidae). De wetenschappelijke naam van de soort is voor het eerst geldig gepubliceerd in 2011 door Krasheninnikov & Makarchenko.